# Kinjiro Shimizu
Kinjiro Shimizu (清水 金二郎, Shimizu Kinjiro) est un footballeur japonais.